# Hans-Stefan Kruse
Hans-Stefan Kruse (* 1940 in Sofia) ist ein ehemaliger deutscher Botschafter. Zuletzt war er von 2002 bis 2004 Ständiger Vertreter Deutschlands bei der OECD.

## Leben
Nach dem Wehrdienst (1959–61) studierte er Rechtswissenschaften und Japanisch an den Universitäten Bonn und Paris und schloss Studium und Ausbildung 1965 mit der Diplomprüfung in Japanologie am Seminar für Orientalische Sprachen in Bonn (1963) und den ersten und zweiten juristischen Staatsprüfungen (1965 und 1971) in Nordrhein-Westfalen ab.
Nach einer ersten Versetzung an die deutsche Botschaft in Rom 1969–70 wurde er im Referat 102 „Ausbildung höherer Dienst“ beschäftigt, 1971 - 74 an das Generalkonsulat Madras und anschließend an die Botschaft Tokyo 1974–78 versetzt. Dabei löste er in Madras wie später in Bonn Reinhart Bindseil in dessen Aufgaben ab.
Nach Rückversetzung nach Bonn wurde er im Oktober 1977 dem Referat 100 „Allgemeine Personalangelegenheiten“ zugeteilt. Im Herbst 1979 wurde er zum Vorsitzenden von Personalrat und Hauptpersonalrat des Auswärtigen Amtes gewählt und im Referat 310 bzw. 319-9 „Europäisch-Arabischer Dialog“ beschäftigt. 1982–86 war er als stellvertretender Referatsleiter „Humanitäre Hilfe“ tätig und übernahm im Herbst 1986 die Leitung des Organisationsreferates 110.
1991 wurde er zum Leiter der Unterabteilung 12 „Kommunikation und Informationstechnik“ und 1999 zum Botschafter und Chefinspekteur des Auswärtigen Dienstes ernannt. Von Mai 2001 bis Juli 2005 war er Ständiger Vertreter Deutschlands bei der Organisation für wirtschaftliche Zusammenarbeit und Entwicklung (OECD) in Paris.